# Акколь (город)
Акко́ль (каз. Ақкө́л, в переводе — «Белое озеро»; до 1997 года Алексеевка) — город в Казахстане, центр Аккольского района Акмолинской области (в 207 км от областного центра — Кокшетау). Расположен на берегу озера Акколь, в 100 км к северу от Астаны вдоль скоростной автомагистрали А1 Астана — Щучинск. Железнодорожная станция на линии Петропавловск — Астана.
В 2005 году в городе Акколь был запущен первый казахстанский наземный комплекс управления космическими аппаратами.

## История
Группа переселенцев из Центральной России прибыла к берегам озера Аккуль в 1881 году. Переселенцев было немного, всего лишь 25 семей: Долгановы, Меркуловы, Бабушкины, Кирпичниковы, Ёлкины, Антоновы, Пономарёвы, Копыловские, Рыбниковы, Морозовы, Павловы, Гарюткины, Вешкурцевы и другие. Несколько лет переселенцы добивались разрешения на поселение и получение надела земли. Документы архивного фонда Акмолинского правления свидетельствуют о том, что, наконец, такое разрешение было получено, Временной поземельной комиссией в 1887 году дано разрешение образовать поселение на 220 наличных душ на участке № 15, что при озере Аккуль, в урочище Моншакты, на торговой дороге, в 110 верстах от Акмолинска и в 35 верстах от посёлка Никольское. Места эти привлекали плодородием почв, изобилием пресной воды, рыбы, дичи, зверя.
1887 год и считается годом основания Алексеевки. Название поселение получило по имени старшего топографа Алексея Дурова, производившего надел земли. Селению было отведено 3300 десятин удобной земли и особый надел в 200 десятин на содержание школы.
Первое время люди жили в землянках, которые выкапывали на берегу озера (на том месте, где сейчас находится здание РОВД).
Строительство первых домов началось с восточной стороны озера Аккуль на запад (ныне улица им. Нурмагамбетова). К началу века это было уже небольшое село с тремя кривыми и короткими улочками. Крестьянские хаты обычно возводились из самана. Если число душ в момент образования участка было 220, число семейств — 93, то в 1899 году в Алексеевке значилось 214 душ мужского пола и 216 — женского.
В справочной книге Омской епархии, хранящейся в Госархиве Омской области, об Алексеевке сказано следующее: «Село Алексеевское по уличному „Моншакты“ — по старинному названию местности Алексеевской волости Акмолинского уезда, расположено при озере Ак-Куль. В селе находилась резиденция благочинного 7-го округа степных церквей. Церковь была однопрестольная в честь святых бессребреников Косьмы и Дамиана, построена в 1893—1899 гг. на казённые средства и усердием прихожан, освящена 22 декабря 1899 года.
Здание церкви и колокольни деревянное, внутри и снаружи было обшито тёсом, выкрашено и обнесено оградой. Достаточно утвари. Особо чтимых икон нет. Население — 942 души обоего пола. Раскольников и сектантов в приходе нет. Все прихожане — переселенцы из Воронежской, Екатеринославской, Полтавской, Киевской, Харьковской, Херсонской губерний России. Среднее число за год: крещение — 320, браков — 50, погребений — 235. Церковный приход, попечительство открыто в 1898 году.»
В 30-х годах в связи с массовыми репрессиями усилилось гонение на церковь. Решением президиума Сталинского райисполкома от 4 июня 1936 года в Алексеевке был запрещён колокольный звон, якобы мешавший учёбе в школе и работе учреждений. 27 июля 1937 года, рассмотрев вопрос о незаконном существовании религиозной общины в селе Алексеевка, президиум райисполкома решил общину верующих как не зарегистрированную распустить, организаторов общины привлечь к судебной ответственности. Церковь была опечатана.
Рассмотрев ходатайство общего собрания граждан Алексеевки и членов профсоюза, президиум Сталинского райисполкома своим решением от 27 августа 1937 года бездействующее здание церкви передал под пионерский клуб. Позже, по отзывам старожилов, здание сгорело.
Осенью 1903 года на площади возле церкви в небольшом доме открылась первая в Алексеевке церковно-приходская школа, в которой обучалось 36 мальчиков и 10 девочек. Для занятий с детворой приехала молодая учительница, выпускница Петропавловской семинарии Анна Павловна Глебовская. Маленькое село уже тогда думало о своём будущем.
1 марта 1920 года был открыт народный дом имени В. И. Ленина и библиотека, насчитывающая 500 книг.
Были построены в эти годы здания милиции, райисполкома и других учреждений.
В 1928 году Алексеевка стала административным центром сельскохозяйственного района. В этом же году открылась станция Ак-Куль, а в 1929 году — завершено строительство железной дороги. На станции Ак-Куль были построены здания вокзала, депо и других служб, возник и стал расти рабочий посёлок железнодорожников. В 1931 году была открыта типография для выпуска районной газеты. Редактором её был Я.Пинчук. В этом же году в Алексеевке создана первая в районе Ак-Кульская МТС. 27 сентября 1934 года Ак-Кульскую МТС им. А. Косарева посетили член Политбюро ЦК ВКП(б) С. М. Киров и 1-й секретарь Казахстанского крайкома партии Л. И. Мирзоян.
На 1 июля 1935 года в городе проживало 3,5 тыс. человек разных национальностей. Население работало на железной дороге, Косаревской (Комсомольской) МТС, хлебоприёмном пункте «Заготзерно», перевалочной базе «Каззолото».
До 1936 года в Алексеевке не было звукового кино. Примитивный радиоузел обслуживал полтора десятка радиоточек. Не обошли Алексеевку стороной и военные годы. Город снабжал фронт хлебом, мясом, тёплой одеждой, лошадьми. Из личных сбережений жители внесли около двух миллионов рублей на танки и самолёты.
В октябре 1941 года на базе дома отдыха «Аккуль» и Алексеевской больницы был организован госпиталь для раненых бойцов Красной Армии. Позже на базе госпиталя был обустроен туберкулёзный диспансер.
Трое из числа жителей района были удостоены звания Героя Советского Союза; один из них — Пётр Михайлович Исаков — родился в Алексеевке. 21 мая 1991 года состоялось открытие мемориальной доски на доме, где жил Исаков; до настоящего времени этот дом не сохранился.
В послевоенные годы в Алексеевке улучшается жилищное строительство, расширяется выпуск промышленной продукции. В 1945 году на базе Новоишимской и Комсомольской МТМ был организован Комсомольский ремонтно-механический завод — первое промышленное предприятие города, на котором работало 79 человек.
Дальнейшее развитие Алексеевка получила в годы освоения целинных и залежных земель в 1954 году. Большое значение для подъёма сельского хозяйства в районе имел созданный в 1962 году Целинный филиал ГосНИТИ, который располагал одним жилым домом и помещением для лаборатории в бывшей конторе МТС. В 1969 году пущен в эксплуатацию щебёночный завод.
В 1963 году селу Алексеевка был присвоен статус посёлка городского типа. А в 1965 году Алексеевка стала городом.
В 1997 году 14 ноября город Алексеевка и Алексеевский район переименованы в город Акколь и Аккольский район. Число жителей города составляет более 13 тысяч человек.

## Население
С 1991 года численность населения города практически ежегодно уменьшалась. Многие переехали на ПМЖ в Германию, Россию, Украину, Израиль, а также в новую столицу Казахстана — Астану. Их отток был частично замещён оралманами (этническими казахами, возвращающимися по специальной госпрограмме из Китая, Монголии, Узбекистана, России и других стран), также внутренними мигрантами (как из сельских округов района, так и из различных областей республики). Население района в 2010 году составляло 13 100 человек.
| Численность населения | Численность населения | Численность населения | Численность населения | Численность населения | Численность населения | Численность населения | Численность населения |
| 1959                  | 1970                  | 1979                  | 1989                  | 1991                  | 1999                  | 2004                  | 2005                  |
| --------------------- | --------------------- | --------------------- | --------------------- | --------------------- | --------------------- | --------------------- | --------------------- |
| 17 063                | ↗18 241               | ↘17 867               | ↗19 664               | ↗20 000               | ↘15 682               | ↘13 514               | ↗13 635               |
| 2006                  | 2007                  | 2008                  | 2009                  | 2010                  | 2011                  | 2012                  | 2013                  |
| ↘13 590               | ↘13 469               | ↗13 505               | ↗14 217               | ↘14 059               | ↘13 802               | ↘13 586               | ↗13 610               |
| 2014                  | 2015                  | 2016                  | 2017                  | 2018                  | 2019                  |                       |                       |
| ↗13 725               | ↘13 636               | ↘13 527               | ↘13 326               | ↗13 385               | ↗13 678               |                       |                       |

## Религия
- Центральная Мечеть находится в районе ГосНИТИ, молельный дом мусульман в переулке Гостиничный.
- РО «Приход Святой Великомученицы Варвары РПЦ», ул. Северная, 80 (Привокзальный р-н).
- Кладбищенская часовня Василия Великого РПЦ.
- РО «Римско-католический приход Сердца Иисуса», пер. Опытно-Заводской, 12/1 (конец ул. Горького). Католичество на территории города Акколь административно относится к Кокшетаускому деканату Архиепархии Пресвятой Девы Марии.
- РО "Казахстанская Миссия Евангелизации и Милосердия «Церковь Назарянина», ул. Пушкина, 127.
- Свидетели Иеговы. Христианская община Свидетелей Иеговы Акмолинской области. Свидетельство о государственной перерегистрации номер 5806-1902-РО от 10 октября 2012 года. Община действует на территории Акмолинской области. А местонахождение юридического лица: Республика Казахстан, 020000, Акмолинская область, город Кокшетау, ул. Садуакасова д.49
- В городе также имеются новоапостольская церковь, баптистская церковь, церковь «Благодать», церковь «Радуга».

## Культура
- В 1979 году к двадцатилетию освоения целины на экраны вышла киноэпопея «Вкус хлеба» совместного производства «Мосфильм» и «Казахфильм», часть действия проходит в создаваемом Алексеевском районе.
- Находясь на отдыхе в Акколе, Н. А. Заболоцкий завершил литературный перевод «Слова о полку Игореве» на современный русский язык.
- ВИА «Тихогуры» под руководством Владимира Рыкунова широко известен не только в районе, но и в области. В 80-е «Тихогуры» были на пике своей популярности.
- В городе имеются районный Дом культуры и музей С. К. Нурмагамбетова.
- Самое старое здание города Акколь — это конфискованный и перевезённый из посёлка Азат, постройки 1914 года, дом бывшего волостного управителя Казтая Кундакова. Дом находится по адресу: улица Ш. Узакбаева 68 (бывшая улица Октябрьская). История дома такова: дом был построен волостным управителем посёлка Азат для своей семьи, в 1928 году дом конфисковала Советская власть и перевезла его в город Акколь, далее в доме разместили районную больницу, после там размещался банк, уже в 60-е годы дом разделили на 4 квартиры и передали жителям города. На данный момент дом принадлежит потомкам Казтая Кундакова.

## Образование и наука
- Агротехнический колледж № 10 (до 2012 года — Профессиональный лицей № 10)
- Аккольская детско-юношеская спортивная школа
- Межшкольный учебный производственный комбинат
- Аккольская детская музыкальная школа
- Аккольская Общеобразовательная школа № 1 им. П. Исакова
- Аккольская средняя школа № 2
- Аккольская средняя школа № 3 (с 2011 года — казахская)
- Аккольская средняя школа № 4

## Связь, Интернет и средства массовой информации
В городе издаётся несколько газет, в их числе: «Знамя Родины KZ», «Ақкөл өмірі». Работают узел телеграфной связи, станция междугородной телефонной связи.
Сотовые операторы:
- Kcell/activ
- Beeline KZ
- Tele2/Altel

Интернет-провайдеры:
- Казахтелеком
- Транстелеком

На территории города транслируются телеканалы: «Казахстан-Кокшетау», «Хабар», Первый канал Евразия.

### Радио
| Название              | Частота, МГц | Язык вещания | Язык музыки |
| --------------------- | ------------ | ------------ | ----------- |
| Новое Радио (Жаңа FM) | 107,8        | RU, KZ       | RU, KZ, EN  |

## Предприятия города и района
Предприятия железнодорожного транспорта, ремонтно-механический, маслозавод.
- ТОО «КРМЗ»
- ТОО "Молочный комбинат «Ecomilk»
- ТОО «Уш булак-2005» (Птицефабрика «Ақкөлқұс»)
- ТОО «Компания „КазЛес“»
- ТОО «SC Food» (Племенное хозяйство-репродуктор на 2400 голов КРС маточного поголовья)
- ТОО «Енбек» (Сушильный комплекс для сушки, очистки и хранения семян)
- ТОО «Кокшетау Жолдары» (Асфальтный завод, производство щебня)

## Немцы в истории города
Значительный вклад в экономику города внесли немцы, основная часть которых прибыла в самом конце сентября 1941 года эшелоном № 188 из АССР Немцев Поволжья, кантонного центра Зельман (Seelmann). Итого по состоянию на 1989 год в Алексеевском районе Целиноградской области немцев насчитывалось 16,1 %. Значительная часть их проживала в районном центре. Число католиков и лютеран было примерно одинаковым. Сейчас немцы в районе составляют 5,89 % (2010). После отъезда немцев в 1990—2000-х годах в Германию, а вслед за ними и русских в Россию национальный состав жителей города резко изменился, на их место прибыли представители сельского населения района (главным образом казахской национальности), а также оралманы.

## Храмы города
Православные храмы:
Акколь административно относится к Восточному городскому благочинению Кокшетауской и Акмолинской епархии Казахстанского митрополичьего округа Русской православной церкви (МП).
Храм представляет собой частный дом, переоборудованный под церковь. 28 мая 1988 года в праздник Вознесения Господня епископ Евсевий освятил храм и совершил в нём Божественную Литургию, а накануне — Всенощное Бдение.

#### Католические храмы:
Римско-католический приход Сердца Иисуса», пер. Опытно-Заводской, 12/1 (конец ул. Горького). Католичество на территории города Акколь административно относится к Кокшетаускому деканату Архиепархии Пресвятой Девы Марии.

## Известные Аккольцы
В районе родились:
- Нурмагамбетов, Сагадат Кожахметович — генерал армии, первый министр обороны независимой Республики Казахстан (1992—1995), Герой Советского Союза, Народный Герой Казахстана
- Кирдищев, Гавриил Федотович (20 марта 1919 — 13 июля 1944), младший лейтенант, начальник 8-й заставы 13-го пограничного полка войск НКВД 3-го Белорусского фронта, Герой Советского Союза. 13 июля 1944 года возглавляемые им пограничники отметились во время боя с гитлеровцами, прорывавшимися из окружения в районе деревни Пустоваловки Виленского уезда Вильнюсского района. Смертельно ранен в этом бою. Мемориальный ансамбль в память о советских воинах Великой Отечественной войны на Антакальнисе
- Булавский, Виктор Константинович — Герой Советского Союза, командир батареи 402-го гаубичного артиллерийского полка 7-й армии, лейтенант, участник советско-финляндской войны 1939—1940 годов
- Исаков, Пётр Михайлович — Герой Советского Союза
- Власова, Анастасия Николаевна — Герой Социалистического Труда
- Егель, Каролина Карловна — Герой Социалистического Труда
- Кусаинов, Айтпай Бекбулатович — Герой Социалистического Труда

## Почётные граждане района
- Нурмагамбетов Сагадат Кожахметович — генерал армии, Первый министр обороны независимой Республики Казахстан (1992—1995), Герой Советского Союза, «Народный — директор Комсомольского ремзавода (1972—1988), 1982 г. за активную помощь во внедрении кабинетной системы в Алексеевской СШ № 1, улучшении материальной базы межшкольного учебно-производственного комбината, участие в проведении 3-го Всесоюзного слёта трудовых объединений школьников присвоено звание «Отличник народного образования Казахской ССР», награждён медалями «За освоение целинных земель», «За трудовую доблесть», «Ветеран труда», грамотами Целиноградского областного Совета народных депутатов
- Места в других городах, связанные с Акколем
- Переулок Аккольский в Астане, район Лесозавода

## «Умный город»
В 2018 году город Акколь стал первым «умным городом» на территории бывшего ЕАС, по всей городской территории которого была проведена сеть Wi-fi (установлены роутеры в общественных местах, таких как: транспортные остановки, муниципальные учреждения, трансформаторные подстанции и тд), позволяющая аккумулировать данные для последующей обработки искусственным интеллектом (AI). Данный населённый пункт был выбран для проведения обширного эксперимента не случайно, поскольку во времена Великой Отечественной войны именно здесь был создан резервный узел связи на случай массовой бомбардировки территории СССР и полного уничтожения проводной связи и радиочастот. Таким образом платформа для внедрения AI уже была, что позволило существенно сократить финансовые трудозатраты на реализацию данного проекта.

## Книги об Акколе
- Жармұханов Хайролла. Жер шежіресі — ел шежіресі (Ақкөл ауданы тарихынан) — Земля и люди (из истории Аккольского района) — Астана: 2012. — 220 б. — қазақша, орысша (УДК — 908, ББК — 2.6.89) ISBN 9965-06-544-6